# Kålanviksgrundet
Kålanviksgrundet är en ö i Finland. Den ligger i Bottenviken och i kommunen Karleby i den ekonomiska regionen  Karleby i landskapet Mellersta Österbotten, i den nordvästra delen av landet. Ön ligger omkring 14 kilometer väster om Karleby och omkring 430 kilometer norr om Helsingfors.
Öns area är 0,9 hektar och dess största längd är 150 meter i sydöst-nordvästlig riktning. I omgivningarna runt Kålanviksgrundet växer i huvudsak blandskog.